# Siosta reducta
Siosta reducta är en fjärilsart som beskrevs av Max Joseph Bastelberger 1911. Siosta reducta ingår i släktet Siosta och familjen mätare. Inga underarter finns listade i Catalogue of Life.